# 아낌없이 주련다 (1962년 영화)
"아낌없이 주련다"는 대한민국에서 제작된 유현목 감독의 1962년 영화이다. 이민자 등이 주연으로 출연하였고 차태진 등이 제작에 참여하였다.

## 출연

### 주연
- 이민자
- 강신성일
- 허장강

## 기타
- 원작자: 한운사
- 조명: 박진수
- 미술: 이봉선